# ルーチェモン
ルーチェモンはデジタルモンスターシリーズに登場する架空の生命体・デジタルモンスターの一種。

## 概要
『デジタルモンスターカードゲーム』（Bo.13）で初登場。名前の由来はluce（イタリア語で「光」の意）。

## 種族としてのルーチェモン
生まれながらにして12枚の翼と4つのホーリーリングを持つ、人間の子供のような姿をした天使型デジモン。世代は成長期だが、究極体に匹敵する戦闘力を持っている。古代のデジタルワールドにおいてデジモンたちが戦いを始めた際に降臨し、平和をもたらしたとされる。「デジモンの神」から生まれたとも言われ、自らの持つ力の側面を分け与えた三大天使（セラフィモン・オファニモン・ケルビモン）を頂点とした「神々の軍団」を作り上げた至高の天使だった。しかしその後一転して、デジタルワールドに災いをもたらす強大な悪となり、世界は暗黒の時代を迎えたと言われ、その後十闘士によりデジタルワールド最下層部に封印されたと伝えられる。

### 基本データ
- 世代/成長期
- タイプ/天使型
- 属性/ワクチン
- 必殺技/グランドクロス
- 得意技/ディバイン・フィート

必殺技
グランドクロス
10個の超熱光球を惑星直列の様に十字の形で放つ。この技はセラフィモンの「セブンヘブンズ」を凌駕する威力を誇る。

### ルーチェモン：フォールダウンモード
右半身に6枚の天使の翼（首近くの一枚だけ黒く染まっている）を、左半身に6枚の悪魔の翼を備え、光と闇の双方の力を併せ持つ魔王型の完全体デジモン。七大魔王の一人であり、七つの大罪の傲慢を司る。七大魔王の中で唯一の完全体だが、同時に七大魔王の中でも最強の存在でもある。天使としての慈愛の心と悪魔としての邪悪な心を併せ持っており、デジタルワールドの全てを滅ぼした後、新たな世界を創造しようと目論んでいた。
- 世代/完全体
- タイプ/魔王型
- 属性/ウィルス
- 必殺技/パラダイスロスト、デッド・オア・アライブ
- 所属/七大魔王

必殺技
パラダイスロスト
打撃の乱舞で敵を空高く舞い上げたあとに、敵の四肢を固定して地面に叩きつける破壊技。
アニメ『デジモンフロンティア』ではラッシュの後に相手を蹴り上げ、その後キン肉ドライバーのように相手を地面に叩きつける肉体系の技だったが、ゲーム『デジモンセイバーズ アナザーミッション』では異なっている。
デッド・オア・アライブ
聖と魔の光球で立体魔方陣を作り出し敵を封じ込める。この魔方陣に閉じ込められると完全に消滅するか、大ダメージを負うか2分の1で決まってしまう。

### ルーチェモン：サタンモード
ルーチェモンの最終形態。ヨハネの黙示録に登場する、竜の姿をしており、頭上には七つの大罪の冠を戴き、手には全ての攻撃を無効化する「ゲヘナ（地獄）」を持つ。ルーチェモンがこの姿を現した時にデジタルワールドは滅び去ると言われている。
- 世代/究極体
- タイプ/魔神型
- 属性/ウィルス
- 必殺技/パーガトリアルフレイム、ディバインアトーンメント

必殺技
パーガトリアルフレイム
全てを浄化する破壊の炎。
ディバインアトーンメント
七つの冠から放つ消滅の光。

#### ルーチェモン：ラルバ
サタンモードの抱える暗黒の球体“地獄（ゲヘナ）”の中に身を潜めている、昆虫の蛹のような姿のサタンモードのコアにして影で操る本体。その存在はルーチェモンの邪悪な意思そのものであるといわれている。
『～モン』の後に続く名前を持つデジモンの中でも珍しく『○○モード』の文字が入らない。
- 世代/究極体
- タイプ/魔神型
- 属性/ウィルス

### ルーチェモン（X抗体）
ルーチェモンがX進化を遂げた形態。魔王でありながら黄金の翼を持つ完全な天使のような神々しい姿となり、知性も能力も以前のものを遥かに超えた神をも凌駕する領域に達し、ありとあらゆるものを意のままにできる破壊も創造の化身へと昇華している。
- 世代/究極体
- タイプ/魔王型
- 属性/ウィルス
- 必殺技/パラダイスロスト、パーガトリアルフレイム、セブンス・ディバイン・クルス
- 所属/七大魔王

必殺技
セブンス・ディバイン・クルス
10個の超熱光球を惑星直列のように十字の形にし消滅の光を放つ。この技を受け死んだデジモンは、デジコアを傲慢の冠に吸われルーチェモンの血肉に変換されるという。

### 亜種・関連種・その他
- セラフィモン
- ケルビモン
- オファニモン
- エンシェントグレイモン
- エンシェントガルルモン
- エンシェントメガテリウモン
- エンシェントイリスモン
- エンシェントビートモン
- エンシェントスフィンクモン
- エンシェントボルケーモン
- エンシェントマーメイモン
- エンシェントトロイアモン
- エンシェントワイズモン

## 登場人物としてのルーチェモン

### アニメ

#### デジモンフロンティア
- 声優は日本語版では西原久美子（初期形態、ラルバ）、中尾隆聖（フォールダウンモード、サタンモード）、英語版ではモナ・マーシャル。

本作品の最終ボス。デジタルワールドを巡り、拓也たちと戦う。しかし、終盤まで自ら手を出さず手下のロイヤルナイツ（デュナスモン、ロードナイトモン）を使いデジコードを集めさせていた。
復活後、拓也たちに敗れたデュナスモンとロードナイトモンのデータをロードし、フォールダウンモードに進化してカイゼルグレイモン（拓也）とマグナガルルモン（輝二）を圧倒し、『デッド・オア・アライブ』から身を挺して仲間たちを庇ったレーベモン（輝一）を葬り去るが、それを期に進化したスサノオモンによって倒され、自らを構成していたデータのうち聖なるデータをスキャンされる。
その後、スキャンされず残った邪悪なデータがサタンモードに進化するが、再びスサノオモンの前に敗れ、本体であるラルバもスサノオモンから分離した十闘士たちに斬られて完全に消滅した。
ちなみにフォールダウンモード、サタンモードは日本語版では男性が担当したが、英語版では女性が担当している。

#### デジモンクロスウォーズ
- 第15話から第17話にかけて登場。声優は日本語版では『デジモンセイバーズ』でアグモンおよびナレーションを担当した松野太紀、英語版ではマイケル・シンターニクラス。バグラ帝国軍幹部・三元士のリリスモンの配下デジモンという設定で、七大魔王という設定は無くなっている。

一人称は「僕」。ヘブンゾーンのコードクラウンを入手すべく、心優しいデジモンを装って天使の姿の初期形態でヘブンゾーンに侵入し、大統領となった直後に正体を現しフォールダウンモードとなり、バグラ軍に付いた天野ネネと共にヘブンゾーンのコードクラウンと封印された闇の神殿を解き放つ。そして、シャウトモンX4Bと戦い敗れるも、ネネがクロスローダーに取り込もうとしていた神殿の闇の力を横取りし、自らの強化を図るが、それを制御できず、闇に呑まれサタンモードと化して暴走し、ゲヘナの中にネネを捕らえ、ゾーンの闇の力やデータを無差別に吸収していくが、最終的にはスパロウモンがゲヘナの中からネネを救い出し、自身も新たに誕生したシャウトモンX5に倒される。

#### デジモンゴーストゲーム
OP映像で成長期の姿で足が映っている。

### ゲーム

#### PS2専用ソフト「デジモンセイバーズ アナザーミッション」
- 声優は日本語版では関俊彦、英語版ではカーク・ソーントン。七大魔王の一人として大たちの前に立ちふさがる。

### ニンテンドー3DS専用ソフト「デジモンワールド Re:Digitize Decode」
- 本作品の最終ボス。元は天界の住人だったが、バルバモンに捕らえられ拷問を受けたことによる痛み・憎しみからフォールダウンモードへ堕天し、さらにバルバモンは七大魔王の力を使ってサタンモードへ変化させようと目論むが、デーモンに出し抜かれ失敗し、フォールダウンモードのまま戦闘になる。

一度は主人公とタイタモンの前に敗れるも、七大魔王の力を得たデーモンを吸収することでサタンモードが完成し、タイタモンを殺害し、世界を滅ぼさんと襲い掛かってくる。主人公に敗れた後は憎しみから解放されて元の姿に戻り、天界へと帰っていった。